# Enquête nationale sur les violences envers les femmes en France
L'enquête nationale sur les violences envers les femmes en France, ou Enveff, est une enquête sociologique visant à chiffrer les violences contre les femmes en France.

## Historique
En 1996, à la suite de la quatrième conférence mondiale sur les femmes (organisée à Pékin en 1995), le Service des Droits des Femmes du Ministère de l'Emploi et de la Santé français demande à Michel Bozon, de l'Institut national d'études démographiques (Ined), de mettre en place une enquête nationale sur le sujet des violences faites aux femmes.
En 1997, une équipe pluridisciplinaire coordonnée par l'Institut de Démographie de l'Université Paris 1 (Idup) et dirigée par Maryse Jaspard, commence le travail d'enquête.
Le travail lié à l'enquête est publié en juin 2003 à la Documentation française,.

## Méthodologie
La collecte des données est menée du 3 mars au 17 juillet 2000, auprès d'un échantillon représentatif de 6 970 femmes âgées de 20 à 59 ans et résidant, hors institution, en métropole. Elle est effectuée par téléphone, selon la méthode CATI (collecte assistée par téléphone et informatique) pendant 45 minutes.
Les « 650 questions fermées » qui sont posées abordent les situations de violence sans jamais la nommer explicitement, afin de ne pas engendrer de blocage de la part de la personne sondée.
L'équipe Enveff note que les femmes hébergées en foyer et dans les centres d'accueil d'urgence, ou sans domicile, ont échappé à l'enquête ; cependant qu'elles sont certainement très touchées par les phénomènes de violence en général. En 2001, l'équipe les évalue au nombre maximal de 14 000 à 15 000 pour la France métropolitaine.

## Conclusions
D'après la coordinatrice de l'enquête, Maryse Jaspard, « un des enseignements de l'enquête Enveff a été de
mettre en évidence l'ampleur du silence et l’occultation des violences par les femmes qui les subissent. » Ainsi, environ 5 % des viols de femmes majeures feraient l'objet d'une plainte — viols qui s'élèveraient à environ 50 000 par an (sur des femmes de 20 à 59 ans).
Une autre conclusion est que les femmes adultes subissent le plus de violences psychologiques, physiques et sexuelles dans leur vie de couple : « Les coups et les autres brutalités physiques sont majoritairement le fait des
conjoints ; toutefois, le terme de « femmes battues » couramment utilisé ne rend pas compte de la totalité des violences conjugales puisque le harcèlement moral y tient une grande place. »
Selon le journal Le Monde, l'enquête fait toujours référence en France en 2020. 
Quinze ans après l'enquête ENVEFF, l'enquête VIRAGE (Violences et Rapports de Genre) de chercheuses de l’Institut national d’études démographiques (Ined) a fourni une statistique de grande envergure permettant de renouveler les connaissances,.

## Source
- Maryse Jaspard (dir.), Les violences envers les femmes : une enquete nationale, La Documentation française, juin 2003, 370 p. (ISBN 978-2110053237)
- Maryse Jaspard, Les Violences contre les femmes, Paris, La Découverte, coll. « Repères. Sociologie », 2005, 122 p. (ISBN 2-7071-4288-3, SUDOC 088653900)